# ليونارد لوري
ليونارد لوري (بالإنجليزية: Leonard Lowry)‏ هو سياسي نيوزلندي، ولد في 1884 بلندن في المملكة المتحدة، وتوفي في 1947 بأوكلاند في نيوزيلندا. حزبياً، نشط في حزب العمال النيوزيلندي. وقد انتخب عضو مجلس النواب نيوزيلندا.